# Forgács Rózsi
Forgács Rózsi, született Fischer Rózsa (Kecskemét, 1889. június 13. – Pestszenterzsébet, 1944. április 11.) magyar színésznő, színházigazgató.

## Élete
Fischer Adolf kereskedő és Rothbaum Lujza gyermeke. A színiakadémia elvégzése után, 1904-ben a Thália Társaságban tűnt fel drámai szerepkörben. Első nagy sikerét Friedrich Hebbel Mária Magdolna című drámájának Klára szerepében aratta. Az akkori modern szerzők darabjaiban, Gabriele D’Annunzio (A holt város,) Arthur Schnitzler (A hagyaték), Makszim Gorkij (Az éjjeli menedékhely) és főként Ibsen drámáiban voltak kiemelkedő alakításai.
1908–1909-ben a Magyar Színházban lépett fel, 1914 júniusában Kolozsvárra szerződött. Négy évvel később újra a fővárosba került: 1918-ban a Nemzeti Színház művésze lett, de nem kapott igazán nagy szerepeket, aminek politikai oka is lehetett. 1923-ban szerződését nem újították meg.
Ekkor Kamaraszínház néven kísérleti jellegű színházat alapított, mellyel a korábbi Thália törekvéseit próbálta folytatni. Nálunk még alig ismert külföldi szerzők darabjait tűzte műsorára, de bemutatta például Füst Milán Boldogtalanok című művét is (1925. január 11.), melynek egyik főszerepét már két évvel korábban is játszotta az Írók Színházában. (Füst Milán akkor lelkesülten méltatta a Nyugat-ban). Budapesten, a Révay utca 18. szám alatti úgynevezett Kis Komédiában tartotta előadásait, később munkásotthonokban, vidéki turnékon játszottak, az utolsó évben elsősorban gyermekek számára. Az újító szándék azonban önmagában, komolyabb pénzügyi háttér nélkül kevésnek bizonyult, a vállalkozás három év után csődbe jutott. Forgács Rózsi 1927-ben visszavonult.
1927. december 3-án Budapesten házasságot kötött a nála hét évvel fiatalabb, nagyváradi születésű Rottman (Rogoz) Oszkár üzlettulajdonossal, Rottman József és Klein Fáni fiával.
Aranydió címmel mesejátékot írt, amely 1929-ben jelent meg.
Amíg színpadon volt, korának egyik nagy tehetségének számított. Karinthy Frigyes dicsérte, Kosztolányi Dezső nagy színésznőnek tartotta. Miután a Nemzeti Színházból távoznia kellett, Bánóczi László így írt róla: „Forgács Rózsi legnagyobb művészi értéke az a hihetetlen intenzitás, amellyel a fájdalmat és szenvedélyt ki tudja fejezni. Ez az ő legsajátosabb note personelle-je. A legfiatalabb generációban senki sincs ebben hozzá fogható. Forgács Rózsi a modern magyar színművészet leghivatottabb tragikája.”
1944. április 11-én, három héttel az ország német megszállása után férjével, Rogoz Oszkárral együtt otthonában öngyilkos lett.

## Főbb szerepei
- Friedrich Hebbel: Mária Magdolna ... Klára
- Makszim Gorkij: Éjjeli menedékhely ... Násztya
- Strindberg: Haláltánc ... Alice
- Ibsen: Rosmersholm ... Rebeka
- Ibsen: Vadkacsa ... Hedvig
- Gerhart Hauptmann: Elga
- Füst Milán: Boldogtalanok ... Nemesváraljai Gyarmaky Róza.

## Némafilm szerepei
- Az ezüst kecske (1916) ... A professzor leánya
- Elnémult harangok (1922)[8]